# Établissement public de coopération culturelle
Pour les articles homonymes, voir EPCC.
En France, un établissement public de coopération culturelle (EPCC) est un établissement public constitué par une collectivité territoriale ou un établissement public de coopération intercommunale (EPCI) pour gérer un service public culturel. Les activités de l'EPCC doivent présenter un intérêt pour chacune des personnes morales en cause et contribuer à la réalisation de la politique culturelle nationale.
Les EPCC permettent d'associer plusieurs collectivités territoriales et éventuellement l'État dans l'organisation et le financement d'équipements culturels importants. Ils offrent un cadre souple mais stable pour gérer des institutions permanentes.
L’établissement public de coopération culturelle a été créé par une loi du 4 janvier 2002 et codifié aux articles L.1431-1 et suivants du code général des collectivités territoriales Son statut a évolué depuis la loi du 22 juin 2006. 
Il offre une alternative à d'autres solutions juridiques :
- le syndicat mixte, dans lequel l'État ne peut pas être associé,
- le groupement d'intérêt public (GIP) à caractère culturel, dont la durée doit être fixée lors de la constitution[4],
- l'association loi de 1901, qui présente des risques juridiques dans sa gestion,
- voire les régies, les sociétés d'économie mixte...

Une quinzaine d'EPCC ont été créés entre 2002 et 2005. Il en existe désormais près de 90.

## Réseau
En 2003, les EPCC ont créé un Comité national de liaison sous forme d'un groupement professionnel. Le Secrétariat Général a été assuré par ARTECA (2004-2009) puis par ARCADI (2010-2013) à Paris. Depuis le 9 avril 2013, le COMITÉ NATIONAL DE LIAISON DES EPCC est une association loi de 1901. Ce Comité de liaison est un espace d'échanges et de réflexions ouvert aux directeurs et aux administrateurs des EPCC. Il se réunit trois fois par an à Paris. L'objectif est de mutualiser les expériences sur le fonctionnement de ces établissements culturels.

## Recensement des établissements
Liste non exhaustive
- Abbaye de Noirlac Centre culturel de rencontre (Cher)
- Abbaye de Saint-Savin-sur-Gartempe et vallée des fresques (Vienne)
- Arts en Isère Dauphiné Alpes (Grenoble)
- Anjou-Théâtre en Maine-et-Loire (Angers)
- Ateliers Médicis (Clichy-sous-Bois, Montfermeil)
- Arc’Antique Laboratoire de Restauration et de Recherche (Nantes)
- Arteca Centre de ressources de la culture en Lorraine (Nancy)
- Arts 276 (Rouen)
- Bibracte Centre archéologique européen (Glux-en-Glenne)
- Le Carré - Les Colonnes, établissement culturel (Gironde)
- CCSTI de Grenoble
- Cent Quatre (Paris)
- Centre des arts du cirque de Basse-Normandie (Cherbourg)
- Centre national du costume de scène (Moulins-sur-Allier)
- Centre Pompidou-Metz (Metz)
- Château de la Roche-Guyon (Île-de-France)
- Ciclic, Agence régionale du Centre pour le livre, l'image et la culture numérique[8]
- Cirque-théâtre d’Elbeuf
- Cité du design[9] (Saint-Étienne)
- Cité internationale de la bande dessinée et de l'image (Angoulême)
- Cité de l’image en mouvement (Annecy)
- Commission du film d’Île-de-France
- La Condition publique[10] (Roubaix)[11]
- Le Cube Garges (pôle d'innovation culturelle) [12]
- Domaine régional de Chaumont-sur-Loire, Centre d'arts et de nature (Loir-et-Cher)
- École supérieure d'art et de design d'Amiens
- EPCC Félix Ciccolini - ESAAix (Aix-en-Provence)
- École européenne supérieure d'art de Bretagne (Rennes, Lorient, Brest et Quimper)
- École des beaux-arts de Bordeaux
- École supérieure d'arts et médias de Caen - Cherbourg
- École supérieure d'art de Clermont Métropole (ESACM)
- École supérieure d'art et design de Grenoble-Valence
- École supérieure d'art de La Réunion
- École supérieure d'art d'Avignon (ESAA)
- École supérieure d'art de Lorraine (ESAL) (Metz-Épinal)
- École supérieure d'art et de design Marseille-Méditerranée
- École supérieure d'art Toulon Provence Méditerranée
- École supérieure des beaux-arts de Montpellier Méditerranée Métropole
- École supérieure des beaux-arts de Nantes Métropole (Nantes, Saint-Nazaire)
- École supérieure d'art et de design d'Orléans
- École supérieure d'art et de design de Reims
- École supérieure d'art et design Le Havre-Rouen
- École supérieure d'art du Nord-Pas-de-Calais
- EPCC Cinématographique Yonnais (La Roche-sur-Yon)
- EPCC de la ville d'Hennebont et d'Inzinzac-Lochrist (Morbihan)
- EPCC d’Issoudun
- EPCC de la Nièvre
- EPCC École intercommunautaire d'enseignement musical (EIEM) de la communauté de communes du Tilleul et de la communauté de communes du Bassin de la Bourbeuse (Territoire de Belfort)
- EPCC du Pont du Gard (Vers-Pont-du-Gard, Gard)
- EPCC pour les Arts de la scène et de l'image en Île-de-France, Arcadi
- EPCC Chemins du patrimoine en Finistère[13] (Daoulas)
- EPCC Metz en scènes Metz (Moselle)
- EPCC Somme Patrimoine (La Chaussée-Tirancourt, Somme)
- EPCC Terre de Louis Pasteur[14] (Jura)[15]
- EPCC Théâtre Foirail Camifolia (Maine-et-Loire) : en cours de dissolution.
- EPCC Théâtre de l'Archipel, scène nationale de Perpignan
- EPCC des ESADHaR (Le Havre-Rouen)
- Espace des Arts de Chalon-sur-Saône (Bourgogne)
- Fabrique de patrimoines en Normandie (Caen)[16]
- Frac Bretagne (Rennes)
- Haute École des arts du Rhin
- Institut Claude-Nicolas Ledoux – EPCC Saline royale (Arc-et-Senans)
- Coupole d'Helfaut, Centre d’histoire et de mémoire (Nord-Pas-de-Calais)
- La Ferme du Buisson, scène nationale de Marne-la-Vallée
- Le 9-9bis[17], Musique et Patrimoine (Oignies, Pas-de-Calais)
- Le Chevalet : Air lumière, science et tourisme (Aspres-sur-Buech)
- Livre au Centre (Centre-Val de Loire)
- Livre et Lecture en Bretagne[18] (Rennes)[19]
- Maison de la culture d'Amiens
- MC2, maison de la culture (Grenoble)
- Mémorial national de la France d'outre-mer (Marseille)
- Mémorial du Camp de Rivesaltes (Pyrénées-Orientales)
- Musée d'art moderne de Céret (Pyrénées-Orientales)
- Musée des Confluences (Lyon)
- Musée des impressionnismes Giverny (Eure)
- Musée Louvre-Lens (Lens)
- Musée Soulages (Rodez)
- Musée de Tautavel - Centre européen de préhistoire (Tautavel)
- Ofis Publik ar Brezhoneg[20]
- Onyx/La Carrière, scène conventionnée (Saint-Herblain)
- Opéra de Rouen
- Opéra de Lille
- Opéra de Toulon
- Palais des Papes (Avignon)
- EPCC Pôle culturel La Mégisserie (Saint-Junien-CC Vienne-Glane)
- Pôle d'interprétation de la Préhistoire (Les Eyzies-de-Tayac, Dordogne)
- Spectacle Vivant en Bretagne (Rennes)
- Scènes du Golfe (Vannes, Arradon)
- EPCC TALM[21] (Tours, Angers, Le Mans)
- Théâtre-Sénart, scène nationale (Lieusaint, Seine-et-Marne)
- Théâtre de Bourg-en-Bresse
- Théâtre Le Quai (Angers)
- EPCC Narbo Via[22] (Narbonne, Aude)
- EPCC Mémorial ACTe (Pointe-à-Pitre, Guadeloupe)